# Hossein Askari
Hossein Askari (en persan : حسین عسگری ), né le 23 mars 1975 à Khomein, est un coureur cycliste iranien. Il est notamment quadruple champion d'Asie et quintuple champion d'Iran du contre-la-montre.

## Biographie
Hossein Askari a notamment remporté les troisième et quatrième éditions de l'UCI Asia Tour.
En 2013, il est suspendu un par l'UCI après un contrôle antidopage positif à la méthylhexanamine lors du Tour de Singkarak. 
En 2015, il est sacré double champion d'Asie et champion d'Iran du contre-la-montre. De retour au premier plan sur le circuit asiatique, il remporte notamment une victoire d'étape sur le Tour d'Iran - Azerbaïdjan et le Tour de Singkarak. Cependant, il est de nouveau contrôlé positif lors d'une course du calendrier national iranien. En conséquence, la Fédération iranienne le suspend pour six ans, jusqu'au 24 octobre 2021.
En 2022, il fait son retour en remportant le championnat d'Iran du contre-la-montre à 47 ans.

## Palmarès sur route

### Par années
- 1995
  - 3e du Tour d'Azerbaïdjan
- 1999
  - 2e du Tour d'Azerbaïdjan
- 2001
  -  Champion d'Asie du contre-la-montre
  - 2e du Tour d'Azerbaïdjan
- 2003
  -  Champion d'Asie du contre-la-montre
- 2004
  -  Médaillé d'argent au championnat d'Asie du contre-la-montre
  - 2e du Tour de Turquie
- 2005
  - Classement général du Kerman Tour
  - Prologue du Tour d'Azerbaïdjan
  - Tour d'Indonésie :
    - Classement général
    - 3e étape

  -  Médaillé d'argent au championnat d'Asie du contre-la-montre
- 2006
  - 2e et 4e étapes du Kerman Tour
  - 2e étape du Tour d'Azerbaïdjan
  - 6e et 7e étapes du Tour of Milad du Nour
  - 2e du Tour de Thaïlande
  - 2e du Kerman Tour
  - 2e du Tour de Turquie
  - 2e du championnat d'Iran du contre-la-montre
  - 2e du Tour de Java oriental
  - 2e du Tour du lac Qinghai
  - 2e de l'UCI Asia Tour
  -  Médaillé d'argent du contre-la-montre par équipes aux Jeux asiatiques
  - 3e du Tour of Milad du Nour
- 2007
  - UCI Asia Tour
  -  Champion d'Iran du contre-la-montre
  - 4e étape du Jelajah Malaysia
  - 2e étape du Kerman Tour
  - Tour d'Azerbaïdjan :
    - Classement général
    - 2e étape

  - 2e du Jelajah Malaysia
  -  Médaillé d'argent au championnat d'Asie du contre-la-montre
  -  Médaillé d'argent au championnat d'Asie sur route
  - 3e du Tour de Turquie
  - 3e du Tour de Java oriental
  - 3e du Tour of Milad du Nour
- 2008
  - UCI Asia Tour
  - 6e étape du Jelajah Malaysia
  - Classement général de l'UAE International Emirates Post Tour
  - Tour d'Azerbaïdjan :
    - Classement général
    - 6e étape

  - 3e du Tour du lac Qinghai
- 2009
  - 1re étape du President Tour of Iran (contre-la-montre)
  - 1re étape du Tour d'Indonésie (contre-la-montre par équipes)
  - 2e du Tour d'Azerbaïdjan
  - 3e du Tour de Java oriental
- 2010
  -  Champion d'Iran du contre-la-montre
  - International Presidency Tour :
    - Classement général
    - 3e étape

  - 1re étape du Tour de Singkarak (contre-la-montre par équipes)
  - Classement général du Tour du lac Qinghai
  -  Médaillé d'argent au championnat d'Asie du contre-la-montre
  - 2e du Tour de Singkarak
  - 2e de l'UCI Asia Tour
  -  Médaillé de bronze du contre-la-montre aux Jeux asiatiques
  - 3e du Tour de Langkawi
  - 3e du Tour d'Azerbaïdjan
- 2011
  -  Champion d'Iran du contre-la-montre
  - 2e étape du Tour d'Azerbaïdjan (contre-la-montre par équipes)
  - 2e du Tour d'Azerbaïdjan
  -  Médaillé de bronze au championnat d'Asie sur route
  -  Médaillé de bronze au championnat d'Asie du contre-la-montre
- 2012
  - Tour de Brunei :
    - Classement général
    - 2e étape

  - 3e du Tour d'Azerbaïdjan
  -  Médaillé de bronze au championnat d'Asie du contre-la-montre
- 2013
  - 1re étape du Tour de Singkarak
- 2014
  - 2e du Tour de l'Ijen
  -  Médaillé de bronze du contre-la-montre aux Jeux asiatiques
- 2015
  -  Champion d'Asie sur route
  -  Champion d'Asie du contre-la-montre
  -  Champion d'Iran du contre-la-montre
  - 4e étape du Tour d'Iran - Azerbaïdjan
  - 6e étape du Tour de Singkarak
  - 2e du Tour de Taïwan
  - 3e du Tour du Japon
  - 3e du Tour de Singkarak
- 2022
  -  Champion d'Iran du contre-la-montre
- 2023
  - 2e du championnat d'Iran du contre-la-montre
- 2024
  - 3e du championnat d'Iran du contre-la-montre

### Classements mondiaux
| Année                                 | 2005 | 2006 | 2007 | 2008 | 2009 | 2010 | 2011 | 2012 | 2013 | 2014 | 2015 | 2016 | 2017 | 2018 | 2019 | 2020 | 2021 | 2022  | 2023  |
| ------------------------------------- | ---- | ---- | ---- | ---- | ---- | ---- | ---- | ---- | ---- | ---- | ---- | ---- | ---- | ---- | ---- | ---- | ---- | ----- | ----- |
| Classement mondial                    |      |      |      |      |      |      |      |      |      |      |      | nc   | nc   | nc   | nc   | nc   | nc   | 1401e | 2418e |
| UCI Europe Tour                       | nc   | 448e | 484e | nc   | nc   | nc   | nc   | nc   | nc   | nc   | nc   | nc   | nc   | nc   |      |      |      |       |       |
| UCI Asia Tour                         | 4e   | 2e   | 1er  | 1er  | 36e  | 2e   | 9e   | 17e  | 56e  | 111e | 4e   | nc   | nc   | nc   | nc   | nc   | nc   | 111e  | nc    |
| UCI Oceania Tour                      | nc   | nc   | 62e  | nc   | nc   | nc   | nc   | nc   | nc   | nc   | nc   | nc   | nc   | nc   |      |      |      |       |       |
|                                       |      |      |      |      |      |      |      |      |      |      |      |      |      |      |      |      |      |       |       |
| Légende : nc = non classéSource : UCI |      |      |      |      |      |      |      |      |      |      |      |      |      |      |      |      |      |       |       |

## Palmarès sur piste

### Championnats du monde
- Melbourne 2004
  - 20e de la poursuite individuelle

### Jeux asiatiques
- 2002
  -  Médaillé d'argent de la poursuite par équipes

### Championnats d'Asie
- Bangkok 2002
  -  Médaillé d'argent de la poursuite individuelle
  -  Médaillé d'argent de la poursuite par équipes
- Changwon 2003
  -  Médaillé d'argent de la poursuite par équipes
- Yokkaichi 2004
  -  Médaillé d'argent de la poursuite individuelle
  -  Médaillé d'argent de la poursuite par équipes
- Ludhiana 2005
  -  Médaillé d'argent de la poursuite par équipes
- Kuala Lumpur 2006
  -  Médaillé d'argent de la course aux points
- Charjah 2010
  -  Médaillé de bronze de la poursuite individuelle